# جنيه فلسطيني

كان الجنيه الفلسطيني يستخدم أيضا في الأردن لحين تم استبداله بالدينار الأردني بعد الاستقلال وفي عام 1948.

اَلْجُنَيْهُ اَلْفَلَسْطِينِيُّ (بالإنجليزية: Palestine pound)‏ هي عُملة سابقة أصدرتها سلطة الانتداب البريطاني على فلسطين بواسطة مجلس النقد الفلسطيني الذي كان يتبع لوزارة المستعمرات البريطانية. كان الجنيه الفلسطيني العملة الرسمية في فلسطين التاريخية وإمارة شرق الأردن ما بين عامي 1927–1948.
سابقًا، كان الجنيه المصري هو العملة المتداولة في فلسطين التاريخية وإمارة شرق الأردن إبّان عهد الدولة العثمانية، وبعد احتلالهما من قبل الجيش البريطاني عام 1920، استمر تداول الجنيه المصري حتى قرار السلطات البريطانية إصدار عملة خاصة بهاتين المنطقتين عام 1927، ليحل الجنيه الفلسطيني مكانه.
حملت القطعات النقدية والأوراق المالية كتابات بثلاث اللغات الرسمية للانتداب وهي العربية الإنكليزية والعبرية، أما في كل من هذه اللغات فكان اسم العملة مختلفا حيث تمت طباعة "جنيه فلسطيني" بالعربية "Palestine pound" ("پالستاين پاوند") بالإنكليزية و"פונט פלשתינאי (א"י)" ("فونت پالستيناي (ا.ي.)") بالعبرية. رغم ما كان مطبوعا بالعربية والعبرية على الأوراق المالية، كان الاسم الشائع للعملة لدى العرب واليهود "ليرة". كذلك شاع تقسيم العملة بشكل غير رسمي إلى 100 قرش (أو "چرش").
كان الجنيه الفلسطيني يساوي الجنيه الإسترليني البريطاني بالضبط، وحتى أطلق بعض الناس اسم «شيلينغ» على القطعة النقدية بقيمة 50 ملا إذ ساوت قيمته قيمة الشيلينغ البريطاني (أُلغي تقسيم الجنيه الإسترليني إلى 20 شيلينغا في 1971).
عند نهاية فترة الانتداب البريطاني في 15 مايو 1948 انحل مجلس فلسطين للنقد ووقف إصدار الجنيه الفلسطيني. استمرت المعاملة بالأوراق والقطاعات النقدية في المملكة الأردنية الهاشمية والضفة الغربية حتى 1949 عندما بدأت السلطات الأردنية إصدار الدينار الأردني. في قطاع غزة حل الجنيه المصري محل الجنيه الفلسطيني في 1951. أما في إسرائيل فاستمرت المعاملة بالجنيه الفلسطيني حتى 1952 ولكن المؤسسة المصدرة للأوراق المالية كانت شركة إنكلترا فلسطين التي كانت تابعة للمنظمة الصهيونية العالمية. في أوائل الخمسينات أقامت إسرائيل بنكا مركزيا أصدر الجنيه الإسرائيلي بدلا للجنيه الفلسطيني.
العملة الرئيسية المتداول بها اليوم في المناطق الفلسطينية هي الدينار الأردني الصادر عن البنك المركزي الأردني والشيكل الإسرائيلي الجديد الصادر عن بنك إسرائيل.

## عملات معدنية
| Palestinian Pound Coinage                                                                    | Palestinian Pound Coinage | Palestinian Pound Coinage | Palestinian Pound Coinage | Palestinian Pound Coinage | Palestinian Pound Coinage | Palestinian Pound Coinage                                        | Palestinian Pound Coinage          | Palestinian Pound Coinage |
| صورة                                                                                         | قيمة                      | معايير فنية               | معايير فنية               | معايير فنية               | وصف                       | وصف                                                              | وصف                                | تاريخ أول سك              |
| صورة                                                                                         | قيمة                      | قطر الدائر                | كتلة (وزن)                | تركيب (معدن)              | حافة                      | وجه العملة الأمامي                                               | وجه العملة الخلفي                  | تاريخ أول سك              |
| -------------------------------------------------------------------------------------------- | ------------------------- | ------------------------- | ------------------------- | ------------------------- | ------------------------- | ---------------------------------------------------------------- | ---------------------------------- | ------------------------- |
| 1 مل                                                                                         | 1 مل                      | 21 mm                     | 3.23 غرام                 | برونز                     | مبسط                      | "فلسطين" باللغات عربية، إنجليزية، وعبرية، مع سنة السك            | عربية، إنجليزية، وعبرية، غصن زيتون | 1927                      |
| 2 مل                                                                                         | 2 مل                      | 28 ملل                    | 7.77 غرام                 | برونز                     | مبسط                      | "فلسطين" باللغات عربية، إنجليزية، وعبرية، مع سنة السك            | عربية، إنجليزية، وعبرية، غصن زيتون | 1927                      |
| 5 مل                                                                                         | 5 مل                      | 20 ملل                    | 2.91 غرام                 | نيكل نحاسي                | مبسط                      | "فلسطين" باللغات عربية، إنجليزية، وعبرية، مع سنة السك            | عربية، إنجليزية، وعبرية            | 1927                      |
|                                                                                              | 10 مل                     | 27 ملل                    | 6.47 غرام                 | نيكل نحاسي                | مبسط                      | "فلسطين" باللغات عربية، إنجليزية، وعبرية، مع سنة السك            | عربية، إنجليزية، وعبرية            | 1927                      |
|                                                                                              | 20 مل                     | 30.5 ملل                  | 11.33 غرام                | نيكل نحاسي                | مبسط                      | "فلسطين" باللغات عربية، إنجليزية، وعبرية، مع سنة السك            | عربية، إنجليزية، وعبرية            | 1927                      |
|                                                                                              | 50 مل                     | 23.5 ملل                  | 5.83 غرام                 | 720‰ فضة                  | مقصب                      | "فلسطين" باللغات عربية، إنجليزية، وعبرية، مع سنة السك، غصن زيتون | عربية، إنجليزية، وعبرية            | 1927                      |
|                                                                                              | 100 مل                    | 29 ملل                    | 11.66 غرام                | 720‰ فضة                  | مقصب                      | "فلسطين" باللغات عربية، إنجليزية، وعبرية، مع سنة السك، غصن زيتون | عربية، إنجليزية، وعبرية            | 1927                      |
| هذه الصور هي بمقياس 2.5 بكسل لكل ملم. For table standards, see the coin specification table. |                           |                           |                           |                           |                           |                                                                  |                                    |                           |